# Family Man (Black Flag)
Family Man è il terzo album in studio dei Black Flag, band Hardcore punk statunitense.
È stato registrato con le tracce sul lato A tutte "parlate" solo da Henry Rollins, tranne Armageddon Man nel quale Henry Rollins canta con la base musicale. Il lato B invece contiene solo tracce strumentali.
L'album segna l'ingresso in formazione della bassista Kira Roessler.

## Tracce

### Lato A
Tutte le tracce del lato A sono state scritte da Henry Rollins, tranne l'ultima.
1. Family Man – 1:17
2. Salt on a Slug – 1:30
3. Hollywood Diary – 0:32
4. Let Your Fingers Do the Walking – 2:30
5. Shed Reading (Rattus Norvegicus) – 1:23
6. No Deposit, No Return – 0:40
7. Armageddon Man – 9:12 - (Ginn/Rollins)

### Lato B
1. Long Lost Dog of It – 2:03 - (Ginn/Roessler/Stevenson)
2. I Won't Stick Any of You Unless and Until I Can Stick All of You! – 5:48 - (Ginn)
3. Account for What? – 4:18 - (Ginn)
4. The Pups Are Doggin' It – 4:13 - (Ginn/Roessler/Stevenson)

## Formazione
- Henry Rollins - voce
- Greg Ginn - chitarra elettrica
- Kira Roessler - basso
- Bill Stevenson - batteria